# Escudo de Montenegro
La versión actual del escudo de armas de Montenegro se adoptó oficialmente por el parlamento el 12 de julio de 2004, sustituyendo el escudo de los años 1990. Como en el caso de los escudos de Bulgaria, Georgia, Rumanía, Rusia y Serbia, en Montenegro se han recuperado elementos heráldicos propios de la monarquía (del Reino de Montenegro) a pesar de que ésta no ha sido restaurada. 
El escudo está formado por un águila bicéfala de oro, con pico y garras del mismo metal y linguada de gules. El águila sostiene sobre su pecho un blasón que estuvo vinculado con la Dinastía Petrović, es un campo partido por una faja de oro. En su partición superior que es de mayor tamaño, de azur, un león pasante de oro; la inferior, de sínople. El águila sostiene con sus garras un cetro de oro y un orbe de azur, con su ecuador y semimeridiano de oro, rematado con una cruz del mismo metal. Sobre las cabezas del águila, una corona real cerrada, de oro. El escudo aparece en el centro de la bandera de Montenegro.

## Escudo delPrincipadoy delReino de Montenegro

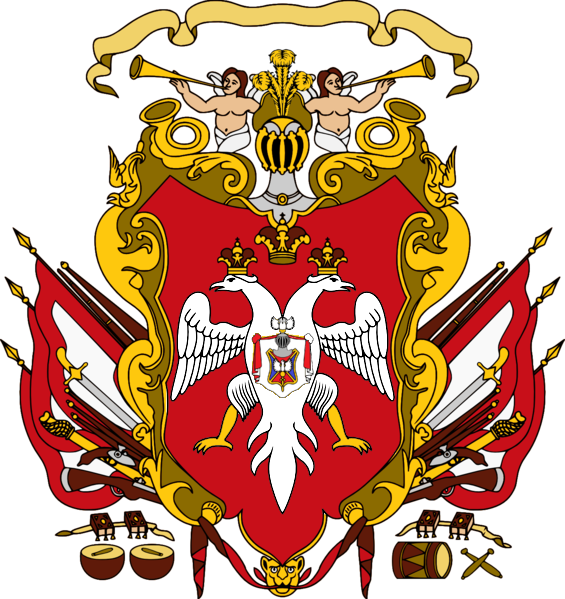
Escudo de armas del Principado-Obispado de Montenegro: 1696-1735
Escudo del Principado de Montenegro: 1852-1910
Escudo del Reino de Montenegro: 1910-1916

## Escudo de laRepública Socialista de Montenegro: 1946-1994
En una roca gris que se levanta del mar aparece el mausoleo de Pedro II Petrovic-Nejgoš, rodeado con la guirnalda de oro del laurel con la cinta del tricolor nacional. Encima se encuentra la estrella roja contorneada de oro. El mausoleo de Nejgoš en el monte Lovćen, es uno de los símbolos de la soberanía de Montenegro. El emblema fue adoptado probablemente en el mismo tiempo que la bandera, el 31 de diciembre de 1946, y se supone que fue diseñado por Đorđe Andrejević-Kun, a quien también se le atribuye el diseño de todos los emblemas yugoslavos de ese tiempo.

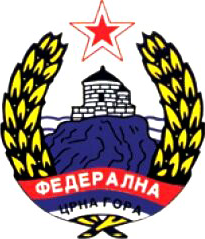
Escudo del Estado Federal de Montenegro: 1945-1947
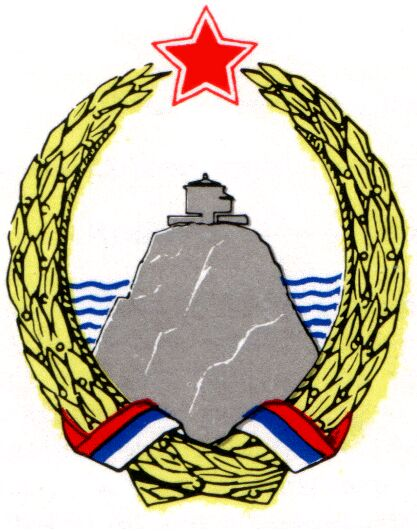
Escudo de la República Popular de Montenegro: 1947-1963
Escudo de la República Socialista de Montenegro: 1963-1974
Escudo de la República Socialista de Montenegro: 1974-1994

## Escudo de Montenegro: 1994-2004

Escudo de Montenegro (1994).